# Choucador d'Abbott
Pour les autres espèces de spréos, voir Spréo.
Genre
Espèce
Statut de conservation UICN

 EN C2a(ii) : En danger
Le Choucador d'Abbott (Arizelopsar femoralis), aussi appelé Spréo d'Abbott, est une espèce d'oiseaux de la famille des Sturnidae.
Son nom commémore le naturaliste américain William Louis Abbott (1860-1936).

## Répartition

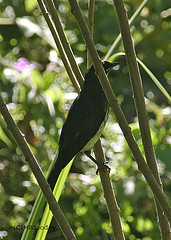
Une femelle.

Cet oiseau vit au Kenya et en Tanzanie. 

## Habitat
Son habitat naturel sont les basses montagnes, au climat subtropical ou tropical humide. Il est menacé par la disparition de cet habitat.